# Lasza Rechwiaszwili
Lasza Rechwiaszwili (gruz. ლაშა რეხვიაშვილი, ros. Лаша Рехвяшвили, ur. 6 sierpnia 1982 w Ambrolauri) – gruziński piłkarz występujący na pozycji napastnika.

## Kariera klubowa
Karierę na poziomie seniorskim rozpoczął w 1999 roku w drugowym zespole Chalibi-97 Rustawi. Następnie występował na wypożyczeniu w rezerwach WIT Georgia Tbilisi, Gordzie Rustawi (debiut w Umaglesi Lidze) oraz Kazbegi Tbilisi. Na początku 2003 roku podpisał umowę z Ruchem Chorzów prowadzonym przez Piotra Mandrysza. 16 marca 2003 zadebiutował w I lidze w przegranym 0:3 meczu z Wisłą Kraków. W maju tego samego roku został wraz z Mariuszem Śrutwą zawieszony przez PZPN na 3 spotkania za niesportowe zachowanie w stosunku do arbitra Tomasza Mikulskiego. Po sezonie 2002/03, po którym Ruch spadł do II ligi, władze klubu zdecydowały się rozwiązać z nim kontrakt, tłumacząc to m.in. trudnościami z aklimatyzacją w zespole. Ogółem rozegrał on 10 ligowych spotkań, nie zdobył żadnej bramki.
Latem 2003 roku powrócił do Gruzji i podpisał kontrakt z Lokomotiwi Tbilisi, w barwach którego zaliczył 4 spotkania w Umaglesi Lidze. Następnie był graczem FK Rustawi, Raczy Ambrolauri, ASA-Meszakre Agara oraz Dili Gori. Jego ostatnim klubem w profesjonalnej karierze było Merani Martwili, dla którego w sezonie 2008/09 rozegrał 1 mecz w Pirweli Lidze.